# Кинкель, Клаус
Клаус Кинкель (нем. Klaus Kinkel; 17 декабря 1936, Метцинген, Баден-Вюртемберг, Третий рейх — 4 марта 2019, Санкт-Августин, Северный Рейн-Вестфалия, Германия) — немецкий государственный и политический деятель.

## Биография
Получил образование в Штутгартском и Тюбингенском университетах, доктор права. Сотрудник министерства внутренних дел Германии, затем министерства иностранных дел. Руководитель Федеральной разведывательной службы Германии (BND) в 1979—1982 годах. Статс-секретарь министерства юстиции в 1982—1991 годах.
Министр юстиции Германии в 1991—1992 годах. Министр иностранных дел Германии в 1992—1998 годах. Одновременно вице-канцлер Германии в 1993—1998 годах. Член СвДП, её председатель в 1993—1995 годах.
Со времени окончания активной политической карьеры в 1998 году занимался адвокатской деятельностью. Много времени уделял общественной работе. Возглавлял Фонд Deutsche Telekom, был членом кураторских советов Фонда Бундеслиги и Фонда Зеппа Хербергера.